# الخریطیات
الخریطیات یک منطقهٔ مسکونی در قطر است که در ام صلال واقع شده‌است. الخریطیات ۱۵٫۷ کیلومتر مربع مساحت دارد.